# یول‌آغزی (بتلیس)
یول‌آغزی (به ترکی استانبولی: Yolağzı) یک منطقهٔ مسکونی در ترکیه است که در بیتلیس واقع شده‌است. یول‌آغزی ۹۴ نفر جمعیت دارد.